# Bruno Sesia
Bruno Sesia ou Cesare Sesia selon les sources (né le 1er janvier 1898 à Turin dans le Piémont et mort le 21 août 1924), est un joueur italien de football, qui évoluait en tant que milieu de terrain.

## Biographie
Durant sa carrière, il n'a joué que pour un seul club, celui de sa ville de naissance, la Juventus, avec qui il a évolué pendant trois ans de 1919 à 1922.
Il joue sa première confrontation avec la Juventus contre Alexandrie Calcio le 12 octobre 1919 lors d'une victoire 3-0, ainsi que son dernier match le 30 avril 1922 contre Bologne FC 1909 lors d'un nul 1-1.
Il meurt en 1924 à la suite d'un accident de voiture

## Palmarès
Juventus
- Championnat d'Italie :
  - Vice-champion : 1919-20.